# ديفيد بايتكو
ديفيد بايتكو هو ممثل كندي، ولد في 10 نوفمبر 1978 بفانكوفر في كندا.

## أعمال

### أفلام
- (2003) الوجهة النهائية 2[5]
- (2007)  قداسة[6][7][8]

## وصلات خارجية
- ديفيد بايتكو على موقع IMDb (الإنجليزية)
- ديفيد بايتكو على موقع ألو سيني (الفرنسية)
- ديفيد بايتكو على موقع أول موفي (الإنجليزية)
- ديفيد بايتكو على موقع قاعدة بيانات الأفلام السويدية (السويدية)
- ديفيد بايتكو على موقع قاعدة بيانات الفيلم (الإنجليزية)
- ديفيد بايتكو على موقع كينوبويسك (الروسية)